# Gersten

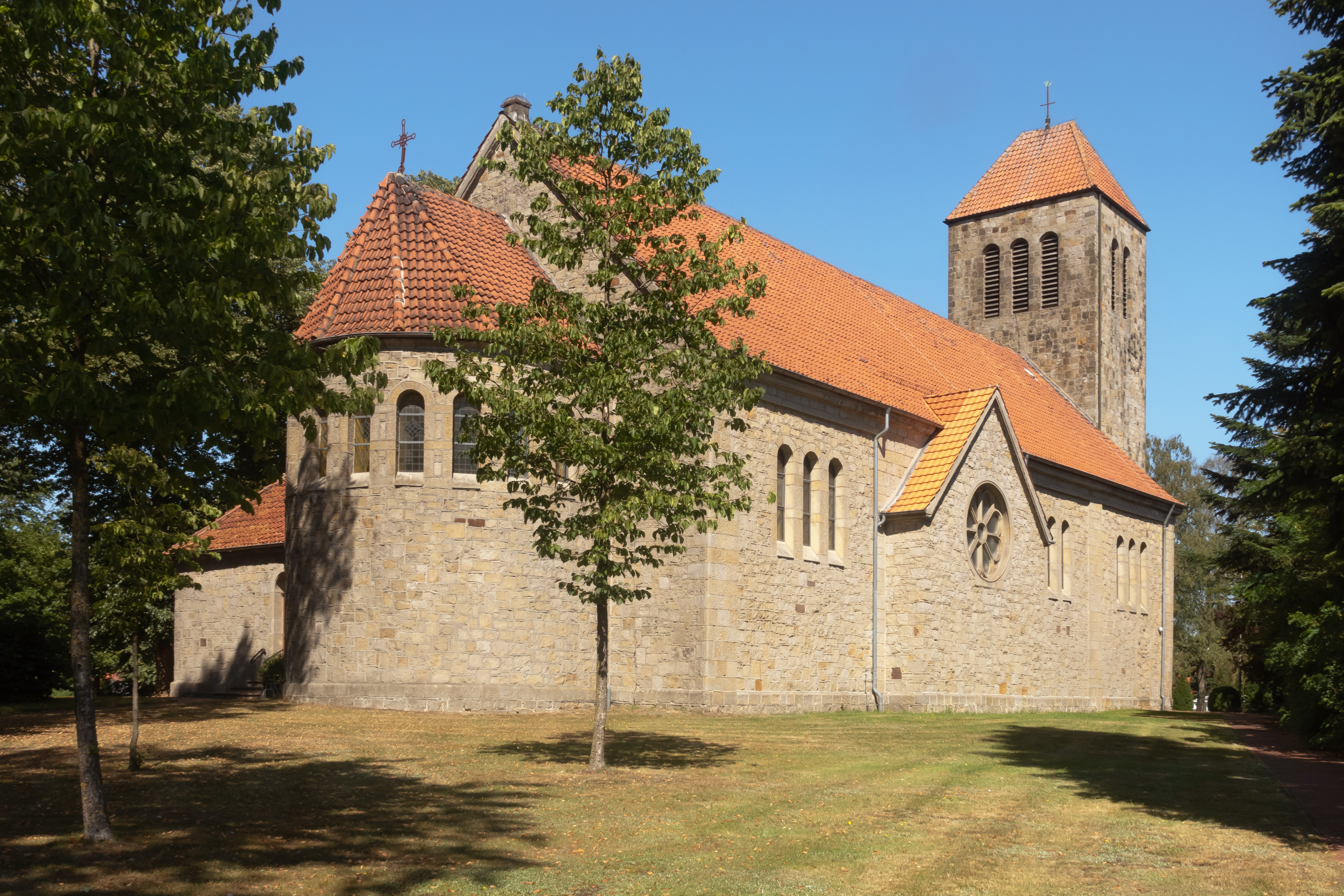
Gersten, Herz Jesu Kirche

Gersten ist eine Gemeinde in der Samtgemeinde Lengerich im Landkreis Emsland in Niedersachsen.

## Geografie

### Geografische Lage
Gersten liegt etwa 12 Kilometer östlich der Ems und des Dortmund-Ems-Kanals zwischen Lingen und Haselünne.

### Nachbargemeinden
Nachbargemeinden sind im Norden die Stadt Haselünne, im Osten die Gemeinde Lengerich, im Süden die Gemeinde Langen und im Westen die Gemeinde Bawinkel.

## Geschichte und Ortsnamenherleitung
Gersten (alt: Giureston 890, Gerustan) wird sehr früh im Werdener Heberegister erwähnt. Um 890 hatten Thiatgrim und Redwin je 15 Scheffel Korn, 16 Denare Heerschilling und zwei Scheffel Mehl zu liefern. Letzteres soll eine besonders wertvolle Leistung gewesen sein, da das Mahlen mit Handmühlen sehr beschwerlich war. Die Bewohner Gerstens sollen aus Ostfriesland eingewandert sein (Quelle: Lehrerverein der Diözese Osnabrück 1905). Nach Hans Bahlow ist der Name sinnverwandt mit garst "verdorben, ranzig, faul" (vgl. altnord. gerstr "Faulwasser").

## Einwohnerzahlentwicklung
- 1880: 1007
- 1885: 953
- 1900: 934
- 1925: 1115
- 1933: 1173
- 1939: 1124
- 1950: 1383

## Politik

### Gemeinderat
Der Gemeinderat hat elf gewählte Mitglieder. Die Ratsmitglieder werden durch eine Kommunalwahl für jeweils fünf Jahre gewählt. Die aktuelle Amtszeit begann am 1. November 2021 und endet am 31. Oktober 2026.
| Partei | 2021 | 2016 |
| ------ | ---- | ---- |
| CDU    | 10   | 9    |
| FDP    | 1    | 2    |

## Kultur und Sehenswürdigkeiten
- Hünengrab
- Herz-Jesu-Kirche (Neuromanisch, erbaut 1921, Architekt: Karl Determann)

### Sport
Das Frauenteam der Fußballabteilung des SV Victoria Gersten spielt in der 2. Bundesliga. Zur Saison 2011/12 schloss sich die Abteilung dem SV Meppen an.